# Jamaica nos Jogos Olímpicos de Verão de 1988
A Jamaica participou dos Jogos Olímpicos de Verão de 1988 em Seul, na Coreia do Sul. Conquistou nenhuma medalha de ouro, duas de prata e nenhuma de bronze, somando duas no total. Foi a décima participação do país em Jogos Olímpicos de Verão.